# مشنی (کلبجر) ۲
مشنی ۲ (ترکی آذربایجانی: Mişni) یک منطقهٔ مسکونی در جمهوری آرتساخ است که در استان مارتاکرت واقع شده‌است.